# Edmund Robertson (1er baron Lochee)
Pour les articles homonymes, voir Edmund Robertson.
Edmund Robertson (28 octobre 1845 – 13 septembre 1911), est un avocat écossais, universitaire et homme politique libéral.

## Biographie
Il est le fils d'Edmund Robertson, de Kinnaird, Inchture, Perthshire . Il fait ses études à l'Université de St Andrews et au Corpus Christi College d'Oxford, et est devenu membre du Corpus Christi College en 1872 et lecteur en droit au Council of Legal Education. Il publie sur American Home Rule et écrit des articles sur des sujets juridiques et constitutionnels pour la 9e édition d'Encyclopædia Britannica. En 1895, il est nommé conseiller de la reine.
Robertson est député libéral de Dundee de 1885 à 1908 et exerce des fonctions gouvernementales sous Gladstone et Lord Rosebery en tant que Lord civil de l'amirauté de 1892 à 1895 et sous Sir Henry Campbell-Bannerman en tant que secrétaire parlementaire de l'Amirauté de 1905 à 1908. Il est nommé conseiller privé en 1905  et élevé à la pairie comme baron Lochee, de Gowrie dans le comté de Perth, en 1908.
Lord Lochee est décédé en septembre 1911, à l'âge de 65 ans, et la baronnie a disparu. La pairie est recrée en 2008 par le Lord Provost de Dundee, en Écosse, pour la confier à un Américain écossais, Thomas M. Falcon, pour ses contributions philanthropiques au royaume.